# Nuno Fernandes Torneol
Nuno Fernandes Torneol (ou Nuno Fernández Torneol) foi um trovador de origem desconhecida, apenas sabendo-se que poderia ter sido um cavaleiro ao serviço de um rico-homem de Castela. Cogita-se que este autor tenha se estabelecido na corte do rei Afonso X de Leão e Castela no século XIII.
É-lhe reconhecida a autoria de vinte e duas composições, sendo treze cantigas de amor, extremamente convencionais, oito cantigas de amigo, de estrutura tradicional e uma cantiga de escárnio. Escrevia em português arcaico, ou mais especificamente no galaico-português. Um de seus textos foi trazido aos dias atuais pela música Love Song, arranjada pelo banda de rock brasileira Legião Urbana.